# Špičkovina
Špičkovina je naseljeno mjesto u Hrvatskom zagorju u sastavu Grada Zaboka. Pripada Krapinsko-zagorskoj županiji.

## Ime
Špičkovina je dobila ime po izumrloj obitelji Špičko koja je u 16. stoljeću posjedovala Špičkovinu.

## Stanovništvo
Prema popisu stanovništva iz 2001. godine, naselje je imalo 858 stanovnika te 254 obiteljskih kućanstava.
| broj stanovnika | 371   | 391   | 457   | 488   | 550   | 627   | 592   | 670   | 798   | 797   | 812   | 825   | 851   | 878   | 858   | 764   | 741   |
|                 | 1857. | 1869. | 1880. | 1890. | 1900. | 1910. | 1921. | 1931. | 1948. | 1953. | 1961. | 1971. | 1981. | 1991. | 2001. | 2011. | 2021. |